# Romano di Lombardia
Pour les articles homonymes, voir Lombardia.
Romano di Lombardia est une commune italienne de la province de Bergame, dans la région Lombardie.

## Administration
| Période                                  | Période | Identité | Étiquette | Qualité |
| ---------------------------------------- | ------- | -------- | --------- | ------- |
|                                          |         |          |           |         |
| Les données manquantes sont à compléter. |         |          |           |         |

### Hameaux
Bradalesco, San Lorenzo al Portico, Albarotto

### Communes limitrophes
Bariano, Cologno al Serio, Cortenuova, Covo, Fara Olivana con Sola, Fornovo San Giovanni, Martinengo, Morengo.

## Personnalités liées à la commune
La famille de Girolamo di Romano, fils de Luchino, dit il Romanino (1484-1566), installée à Brescia, est originaire de Romano di Lombardia.
Le célèbre ténor italien, Giovanni Battista Rubini y vécut sa vie entière.